# Signs of Chaos
Albums de Testament
Demonic
(1997) The Gathering
(1999)
Signs Of Chaos est une compilation du groupe de thrash metal américain Testament.
L'album porte ce nom en référence à l'introduction de l'album The Ritual, intitulée également Signs Of Chaos.
Elle contient des titres des albums précédents de la discographie de Testament et deux reprises: une du groupe Scorpions et une du groupe Aerosmith.
Cette compilation est sortie le 4 novembre 1997.

## Liste des titres
1. Signs of Chaos
2. Electric Crown
3. The New Order
4. Alone in the Dark
5. Dog Faced Gods
6. Demonic Refusal
7. The Ballad
8. Souls of Black
9. Trial by Fire
10. Low
11. Practice What You Preach
12. Over the Wall
13. The Legacy
14. Return to Serenity
15. Perilous Nation
16. The Sails of Charon (reprise de Scorpions)
17. Draw the Line (reprise de Aerosmith)